# NGC 1657
NGC 1657 este o low-surface-brightness galaxy⁠(d) situată în constelația Eridanul. A fost descoperită în 21 decembrie 1881 de către Édouard Stephan⁠(d).